# Tocar el cielo
Tocar el cielo es una película que se estrenó el 2 de agosto de 2007. Fue escrita por José Antonio Félez, Andrés Gelós, Lily Ann Martin y Marcos Carnevale, quien también se encargó de su dirección. Fue coproducida entre Argentina y España y relata dos historias de amor mezcladas con comedia que tienen lugar entre Buenos Aires y Madrid.
El rodaje en Argentina comenzó el 19 de febrero de 2007 y llegó a la ciudad de Madrid un mes después. Fue producida por Tesela PC y su rodaje se alargó durante siete semanas.
Inicialmente, contaba con un presupuesto de realización de 2.150.000 euros y fue una de las primeras películas españolas que utilizó las nuevas cámaras Génesis de Panavisión, con las que también se rodaron películas como Apocalypto, Superman Returns o Scary Movie 4.

## Sinopsis
Un grupo de amigos comparte una tradición: cada 31 de diciembre, a las doce en punto, hora de Buenos Aires, y a las cinco de la mañana, hora de Madrid, sueltan un globo con un deseo escrito.  
En Buenos Aires, Amparo (Montse Germán) quiere ser madre, pero estando soltera, las posibilidades se reducen al mínimo. Por eso, decide casarse con Santiago (Facundo Arana). El matrimonio no es afrontado por ellos como tal, sino como parte de una estrategia para convencer a las autoridades de que les otorguen a un niño en adopción, ya que Santiago solo sería padre a nivel legal. Tras convencer a la asistente social, una mujer de una familia de escasos recursos le otorga a su hijo, quien todavía está por nacer. Tras presenciar el parto, Santiago decide embarcarse en la aventura de ser padre y decide conformar una familia junto a Amparo.
Mientras tanto, en Madrid, se encuentra Pedro (Chete Lera), un hombre un tanto egoísta que vive con su hijo Fidel (Raúl Arévalo), con quien no mantienen una buena relación. Allí, también se encuentra su mejor amiga Gloria (Betiana Blum), quien desde siempre ha querido formar una familia. Ambos son dos amigos que han basado su relación en darse celos mutuamente: Pedro seduce a jóvenes mucho menores que él (en la película se ve a Elena (Verónica Echegui), ante quien pretende ser un profesor de literatura latinoamericana), mientras que Gloria toma como mascota a un pequeño murciélago y comienza a salir con el veterinario. Todo esto cambia cuando Gloria contrae cáncer y comienza a morir, siendo Pedro la persona que le acompañará hasta el final de sus días..
La película no está recomendada para menores de 13 años.

## Críticas
Diarios españoles, como es el caso de El País tildó la película como “Ambiciosa, irregular y lacrimógena”. En la misma línea, el Diario ABC apuntó “Solo cuando China Zorrilla aparece, la vida se suspende de verdad y ni la estructura ni el guion importan tanto como el talento que traspasa la pantalla. (…)”.

## Reparto
El reparto de la película fue:
- Facundo Arana (Santiago)
- Verónica Echegui (Elena)
- China Zorrilla
- Raúl Arévalo (Fidel)
- Chete Lera (Pedro)
- Betiana Blum (Gloria)
- Alberto Jiménez
- Montse Germán (Amparo)
- Lidia Catalano (Teresa)
- Sabrina Garciarena

## Premios y nominaciones
| Categorías                       | Nominado       | Resultado |
| -------------------------------- | -------------- | --------- |
| Premio a mejor actriz            | Betiana Blum   | Nominada  |
| Premio a mejor actriz de reparto | China Zorrilla | Nominada  |